# 2587 Гарднер
2587 Гарднер (енгл. 2587 Gardner) је астероид главног астероидног појаса са средњом удаљеношћу од Сунца која износи 3,162 астрономских јединица (АЈ).
Апсолутна магнитуда астероида је 11,2.